# Myles Judd
Myles Mark Judd (sinh ngày 24 tháng 2 năm 1999) là một cầu thủ bóng đá người Anh thi đấu ở vị trí hậu vệ biên cho câu lạc bộ League One Leyton Orient.

## Tuổi thơ
Judd sinh ra ở Redbridge, Luân Đôn.

## Sự nghiệp thi đấu
Judd có màn ra mắt cho Leyton Orient lúc 16 tuổi 189 ngày, vào sân thay cho Lloyd James ở phút 83 trong thất bại 2-1 tại Football League Trophy trước Luton Town trên sân Kenilworth Road vào ngày 1 tháng 9 năm 2015.
Judd có màn ra mắt quốc nội cho Orient trong thất bại 1-0 trên sân nhà trước Exeter City vào ngày 22 tháng 11 năm 2016.

## Thống kê
Tính đến trận đấu diễn ra ngày 9 tháng 1 năm 2019
| Câu lạc bộ          | Mùa giải            | Giải quốc nội       | Giải quốc nội | Giải quốc nội | Cúp FA  | Cúp FA    | League Cup | League Cup | Khác    | Khác      | Tổng    | Tổng      |
| Câu lạc bộ          | Mùa giải            | Hạng đấu            | Số trận       | Bàn thắng     | Số trận | Bàn thắng | Số trận    | Bàn thắng  | Số trận | Bàn thắng | Số trận | Bàn thắng |
| ------------------- | ------------------- | ------------------- | ------------- | ------------- | ------- | --------- | ---------- | ---------- | ------- | --------- | ------- | --------- |
| Leyton Orient       | 2015-16             | League Two          | 0             | 0             | 0       | 0         | 0          | 0          | 1       | 0         | 1       | 0         |
| Leyton Orient       | 2016-17             | League Two          | 20            | 0             | 0       | 0         | 0          | 0          | 1       | 0         | 21      | 0         |
| Leyton Orient       | 2017-18             | National League     | 10            | 0             | 3       | 0         | —          | —          | 2       | 0         | 15      | 0         |
| Leyton Orient       | 2018-19             | National League     | 19            | 0             | 0       | 0         | —          | —          | 0       | 0         | 19      | 0         |
| Tổng cộng sự nghiệp | Tổng cộng sự nghiệp | Tổng cộng sự nghiệp | 49            | 0             | 3       | 0         | 0          | 0          | 4       | 0         | 56      | 0         |

1. 1 2  Số trận ở EFL Trophy
2. 1 2  Số trận ở FA Trophy

## Danh hiệu

### Câu lạc bộ
Leyton Orient
- National League: 2018-19[9]